# Poor Cow
Poor Cow è un film del 1967 diretto da Ken Loach e basato sull'omonimo romanzo di Nell Dunn.

## Trama
(Joy)
La diciottenne Joy fugge di casa per stare con Tom, un giovane ladro con cui ha presto un figlio e che si rivela violento, abusando di lei fisicamente e psicologicamente. Quando Tom viene condannato a quattro anni di carcere per una tentata rapina, Joy si trasferisce dapprima dalla zia Emm, una vecchia prostituta, e poi da Dave, un amico di Tom, che si mostra particolarmente tenero con Johnny. L'idillio tra Joy e Dave è destinato tuttavia a durare poco, in quanto l'uomo si ritrova a dover scontare una pena di dodici anni di prigione per aver organizzato un furto di gioielli. Joy decide comunque di aspettarlo, gli scrive, avvia le procedure di divorzio da Tom e si mantiene come può, sfruttando per bisogno il suo corpo.
Finché Tom non esce di prigione, e allora Joy torna dall'uomo che è pur sempre il padre del suo bambino. Una sera Tom la picchia e Joy si allontana, per poi rientrare in casa e scoprire che il bambino non è più lì. Dopo una frenetica ricerca, lo rintraccia in un cantiere e a quel punto comprende quanto sia importante per lei Johnny, che, se non avesse avuto questo figlio, sarebbe finita «a fare la prostituta», e accetta di restare con Tom, sempre desiderando però in cuor suo di poter un giorno vivere felice accanto all'amato Dave.

## Curiosità
- Il film è stato girato, improvvisando, senza il concorso di una sceneggiatura, ma con indicazioni generali sulla trama date agli attori prima delle riprese. Furono utilizzate anche due cineprese per poter catturare la spontaneità degli interpreti, cui erano fornite direttive diverse.[1]
- Il nome di Malcolm McDowell compare nei titoli del film, ma le scene girate dall'attore sono state tagliate in fase di montaggio.[2]

## Colonna sonora
I titoli accreditano la colonna sonora interamente a Donovan, ma in realtà solo tre sono le canzoni da lui scritte: una che riprende il titolo del film, Be not too hard e Colours, cantata nel lungometraggio da Terence Stamp. Le altre canzoni sono brani pop degli anni '60.